# Zofingen (gemeente)
Zofingen is een gemeente en stad in het Zwitserse kanton Aargau en maakt deel uit van het district Zofingen.
Zofingen telt 12.329 inwoners (31-12-2021).
In Zofingen wordt de krant Zofinger Tagblatt uitgegeven.

## Geboren
- Gottfried Keller (1873-1945), politicus en orchideeënverzamelaar
- Mina Pfyffer (1874-1955), feministe en tuberculosebestrijdster
- Eva Aeppli (1925-2015), beeldhouwster, schilderes en stofkunstenares
- Erich von Däniken (1935), schrijver
- Ida Glanzmann-Hunkeler (1958), politica